# ماریو د گراسی (بازیکن فوتبال، زاده ۱۹۳۷)
ماریو د گراسی (انگلیسی: Mario De Grassi؛ زادهٔ ۱۷ ژوئیه ۱۹۳۷) بازیکن فوتبال اهل ایتالیا است.
از باشگاه‌هایی که در آن بازی کرده‌است می‌توان به باشگاه فوتبال تریستیانا اشاره کرد.